# 8-я гвардейская истребительно-противотанковая артиллерийская бригада
8-я отдельная гвардейская истребительно-противотанковая артиллерийская Белоцерковско-Берлинская ордена Ленина Краснознамённая орденов Суворова и Кутузова бригада Резерва Главного Командования — воинское формирование Вооружённых Сил СССР, принимавшее участие в Великой Отечественной войне.
Сокращённое наименование — 8 гв. оиптабр РГК.

## История формирования
Бригада была сформирована на основании директивы ГШКА от 22 апреля 1942 года в городе Наро-Фоминск Московского военного округа, как 2-я истребительная бригада 1-й истребительной дивизии. Формирование бригады проходило до 20 мая 1942 года, в основном из рабочих и служащих Москвы и Московской области, значительная часть офицерского состава прибыла с фронтов ВОВ. Командиром бригады был назначен подполковник Лубман Борис Владимирович, комиссаром — старший батальонный комиссар Чукаев, начальником штаба — майор Овсянников Николай Фёдорович. В состав бригады вошли следующие части: отдельный противотанковый артиллерийский полк; 1-й отдельный противотанковый батальон ПТР; 2-й отдельный противотанковый батальон ПТР; отдельный миномётный дивизион; отдельный инженерно-минный батальон; рота автоматчиков.
8 июня 1942 года бригада прибыла в состав 6-й армии Юго-Западного фронта и вела оборонительные бои на реке Оскол в районе города Купянск. С февраля 1943 года бригада в составе 69-й армии участвовала в наступательной операции по освобождению Харькова. 12 марта 1943 года бригада поступила в оперативное подчинение 21-й армии и была отведена на доукомплектование, одновременно занимая противотанковую оборону в районе Сверцево, Гремучий, Березовка Ивнянского района Курской области.
В июне 1943 года бригада, приказом НКО № 00156 от 17 июня 1943 года, переформируется по штату № 08/246 — 08/248 и переименовывается в 27-ю отдельную истребительно-противотанковую артиллерийскую бригаду (1-го формирования), командиром бригады был назначен подполковник Чевола Н. Д. На базе частей бригады были сформированы три 5-ти батарейных истребительно-противотанковых полка: 1837-й — 76-мм пушек; 1839-й — 76-мм пушек; 1841-й — 45-мм пушек и отдельный взвод подвоза.
С 5 по 10 июля 1943 года бригада, не закончив формирования, участвовала в Курской битве в районе Верхополье, Луканино, Черкасское. С 10 июля по 9 августа бригада находилась на доукомплектовании. С 9 августа бригада в составе 27-й, а затем 6-й гвардейской армий, вела наступательные бои за город Сумы. С 5 сентября бригада в составе 40-й армии вела наступательные бои за город Переяслав-Хмельницкий. 27 сентября бригада форсировала реку Днепр и вела бои по захвату и расширению плацдарма на правом берегу реки.
Приказом НКО № 289 от 29 сентября 1943 года за успешные боевые действия по форсированию реки Днепр и наступательные действия на правом берегу реки бригаде присвоено почётное наименование «Гвардейская» и новый войсковой номер 8-я отдельная гвардейская истребительно-противотанковая артиллерийская бригада. 15 октября 1943 года полки бригады были преобразованы в гвардейские и получили новые номера: 1837-й — в 322-й; 1839-й — в 323-й; 1841-й — в 324-й.
Гвардейские Красные Знамёна бригаде и полкам были вручены 22 июня 1944 года Командующим Артиллерией 18-й армии генерал-майором артиллерии Т. А. Найденковым.
В декабре 1944 года 324-й гвардейский истребительно-противотанковый полк приказом 1-го Украинского фронта № 0053 от 30 ноября 1944 года был переформирован по штату № 08/635, с перевооружением с 57-мм пушек ЗИС-2 на 100-мм пушки БС-3.

## Участие в боевых действиях
Период вхождения в действующую армию: 29 сентября 1943 года — 11 мая 1945 года.
10 ноября 1943 года бригада поступила в оперативное подчинение 38-й армии, а затем 3-й гвардейской танковой армии и вела оборонительные бои в районе города Фастов Киевской области и наступательные бои по освобождению города Белая Церковь, за эти бои бригада была удостоена почётного наименования «Белоцерковская».
С 12 по 25 января 1944 года бригада в составе 40-й армии вела бои в районе Цибулев и Ивахны. В этих тяжёлых боях бригада нанесла значительный урон противнику, но и сама понесла большие потери и была выведена в резерв 1-го Украинского фронта. С 28 января по 22 февраля бригада находилась на доукомплектовании в городе Белая Церковь.
22 февраля 1944 года бригада, не успев закончить формирование, передислоцировалась по железной дороге в город Новоград-Волынский. С 4 по 8 марта бригада в составе 60-й армии вела наступательные бои за город Шепетовка. 8 марта сосредоточилась в городе Шумск для доукомплектования.
С 23 марта 1944 года бригада вошла в оперативное подчинение 60-й армии и вела бои за город Тарнополь, за что была награждена орденом Ленина.
20 апреля 1944 года бригада перешла в подчинение 18-й армии и заняла оборону в городе Коломыя.
17 июля 1944 года бригада вошла в оперативное подчинение 60-й армии и вела наступательные бои за освобождение города Львов.
С 9 августа по 28 сентября 1944 года бригада вела бои за Сандомирский плацдарм в составе 5-й гвардейской, 13-й и 6-й армий, после ожесточённых боёв за расширение плацдарма была отведена в Копшивница на доукомплектование.
С 15 января 1945 года бригада вела бои по овладению городами Опатув. 17 января бригада перешла в подчинение 21-й армии и вела боевые действия по овладению Силезским промышленным районом и расширению плацдарма на берегу реки Одер в районе северо-западнее города Оппельн. За эти бои бригада была награждена орденом Суворова II степени.
С 15 по 27 марта 1945 года бригада в составе 21-й армии вела бои по овладению городом Найсе и по уничтожению группировки юго-западнее города Оппельн.
С 22 апреля 1945 года бригада была переподчинена 28-й армии, совершила 350 километровый марш и вела бои за город Берлин и по уничтожению окружённой группировки юго-восточнее Берлина. За успешные боевые действия в этих наступательных операциях бригада получила почётное наименование «Берлинская» и была награждена орденом Кутузова II степени.
Всего за время Великой Отечественной войны бригадой было уничтожено:
- Танков:
  - «Королевский тигр» — 1;
  - «Тигр» — 117;
  - Средних и малых — 358;
- Самоходных орудий — 31;
- Бронемашин — 74;
- Бронетранспортёров — 74;
- Автомашин — 658;
- Орудий — 118;
- Пулемётов — 303;
- Миномётов — 38;
- Самолётов — 7;
- Солдат и офицеров — 32655.

## Состав
- 322-й гвардейский истребительно-противотанковый артиллерийский полк
- 323-й гвардейский истребительно-противотанковый артиллерийский полк
- 324-й гвардейский истребительно-противотанковый артиллерийский полк[3]

## Подчинение
| Дата           | Фронт (округ)        | Армия                 | Корпус | Примечания |
| -------------- | -------------------- | --------------------- | ------ | ---------- |
| 1.10.1943 года | Воронежский фронт    | 40-я армия            | -      | -          |
| 1.11.1943 года | 1-й Украинский фронт | 40-я армия            | -      | -          |
| 1.12.1943 года | 1-й Украинский фронт | 40-я армия            | -      | -          |
| 1.01.1944 года | 1-й Украинский фронт | 40-я армия            | -      | -          |
| 1.02.1944 года | 1-й Украинский фронт | фронтового подчинения | -      | -          |
| 1.03.1944 года | 1-й Украинский фронт | 1-я гвардейская армия | -      | -          |
| 1.04.1944 года | 1-й Украинский фронт | 60-я армия            | -      | -          |
| 1.05.1944 года | 1-й Украинский фронт | фронтового подчинения | -      | -          |
| 1.06.1944 года | 1-й Украинский фронт | 18-я армия            | -      | -          |
| 1.07.1944 года | 1-й Украинский фронт | 18-я армия            | -      | -          |
| 1.08.1944 года | 1-й Украинский фронт | фронтового подчинения | -      | -          |
| 1.09.1944 года | 1-й Украинский фронт | 13-я армия            | -      | -          |
| 1.10.1944 года | 1-й Украинский фронт | фронтового подчинения | -      | -          |
| 1.11.1944 года | 1-й Украинский фронт | фронтового подчинения | -      | -          |
| 1.12.1944 года | 1-й Украинский фронт | фронтового подчинения | -      | -          |
| 1.01.1945 года | 1-й Украинский фронт | 6-я армия             | -      | -          |
| 1.02.1945 года | 1-й Украинский фронт | 21-я армия            | -      | -          |
| 1.03.1945 года | 1-й Украинский фронт | 21-я армия            | -      | -          |
| 1.04.1945 года | 1-й Украинский фронт | 21-я армия            | -      | -          |
| 1.05.1945 года | 1-й Украинский фронт | 28-я армия            | -      | -          |

## Отличившиеся воины
| Награда | Ф. И. О.                          | Должность | Звание          | Дата награждения | Примечания |
| ------- | --------------------------------- | --- | --------------- | ---------------- | ---------- |
|         | Алдуненков Пётр Ефимович          | наводчик орудия 1-й батареи 324-го гвардейского истребительно-противотанкового артиллерийского полка                                                   | гвардии         | 21.02.1945       |            |
|         | Асфандияров Закир Лутфурахманович | командир орудия 322-го гвардейского истребительно-противотанкового артиллерийского полка                                                               | гвардии         | 01.07.1944       |            |
|         | Загрядский Иван Иванович          | командир 323-го гвардейского истребительно-противотанкового артиллерийского полка                                                                      | гвардии         | 27.06.1945       |            |
|         | Пермяков Вениамин Михайлович      | наводчик орудия 322-го гвардейского истребительно-противотанкового артиллерийского полка                                                               | гвардии         | 01.07.1944       |            |
|         | Плысюк Николай Ефимович           | командир 322-го гвардейского истребительно-противотанкового артиллерийского полка                                                                      | гвардии         | 10.04.1945       |            |
|         | Чевола Никифор Дмитриевич         | командир бригады | гвардии         | 01.07.1944       |            |
|         | Шевелёв, Николай Семёнович        | командир противотанкового орудия 174-го истребительно-противотанкового артиллерийского полка 27-й истребительно-противотанковой артиллерийской бригады | Старший сержант | 26.10.1944       |            |

За весь период Великой Отечественной войны награждено 2380 человек личного состава:
- медалью «Золотая Звезда» — 6
- орденом Ленина — 7
- орденом Красного Знамени — 88
- орденом Суворова II степени — 1
- орденом Суворова III степени — 3
- орденом Кутузова III степени — 1
- орденом Богдана Хмельницкого II степени — 1
- орденом Александра Невского — 9
- орденом Отечественной войны I степени — 89
- орденом Отечественной войны II степени — 129
- орденом Красной Звезды — 533
- орденом Славы II степени — 1
- орденом Славы III степени — 49
- медалью «За отвагу» — 926
- медалью «За боевые заслуги» — 544

## Награды и наименования
Бригада является одной из пяти гвардейских истребительно-противотанковых бригад особо отличившиеся в период Великой Отечественной войны 1941—1945 годов и заслуживших шесть и более наград и отличий.
| Награда (наименование)                 | Дата награждения                                                                   | За что получена |
| -------------------------------------- | ---------------------------------------------------------------------------------- | --- |
| Почётное звание «Гвардейская»          | присвоено приказом Народного комиссара обороны СССР № 289 от 29 сентября 1943 года | за проявленные отвагу в боях за отечество с немецкими захватчиками, за стойкость, мужество, дисциплину и организованность, за героизм личного состава (за успешные боевые действия по форсированию реки Днепр и наступательные действия на правом берегу реки) |
| Почётное наименование «Белоцерковская» | присвоено приказом Верховного главнокомандующего от 4 января 1944 года             | в ознаменование одержанной победы и отличия в боях за освобождение города Белая Церковь |
| Почётное наименование «Берлинская»     | присвоено приказом Верховного главнокомандующего № 0109 от 4 июня 1945 года        | за успешные боевые действия в наступательных операциях за столицу Германии Берлин и уничтожение окружённой группировки юго-восточнее Берлина |
| Орден Ленина                           | награждена указом Президиума Верховного Совета СССР от 1 мая 1944 года             | за образцовое выполнение боевых заданий командования на фронте борьбы с немецкими захватчиками и проявленные при этом доблесть и мужество |
| Орден Красного Знамени                 | награждена указом Президиума Верховного Совета СССР от 19 апреля 1944 года         | за образцовое выполнение боевых заданий командования на фронте борьбы с немецкими захватчиками и проявленные при этом мужество |
| Орден Суворова II степени              | награждена указом Президиума Верховного Совета СССР от 5 апреля 1945 года          | образцовое выполнение заданий командования в боях с немецкими захватчиками при очищении от противника Домбровского угольного района и южной части промышленного района немецкой Верхней Силезии и проявленные при этом доблесть и мужество                     |
| Орден Кутузова II степени              | награждена указом Президиума Верховного Совета СССР от 4 июня 1945 года            | за образцовое выполнение заданий командования в боях с немецкими захватчиками при овладении городом Дрезден и проявленные при этом доблесть и мужество |

Личный состав бригады получил одиннадцать благодарностей в приказах Верховного Главнокомандующего:
- За овладение штурмом городом и крупной железнодорожной станцией Белая Церковь — важным опорным пунктом обороны немцев. 4 января 1944 года № 55.
- За овладение областным центром Украины городом Тарнополь — крупным железнодорожным узлом и сильным опорным пунктом обороны немцев на львовском направлении. 15 апреля 1944 года. № 109.
- За овладение штурмом важным хозяйственно-политическим центром и областным городом Украины Львов — крупным железнодорожным узлом и стратегически важным опорным пунктом обороны немцев, прикрывающим пути к южным районам Польши. 27 июля 1944 года. № 154.
- За овладение штурмом городом Сандомир — важным опорным пунктом обороны немцев на левом берегу Вислы. 18 августа 1944 года. № 167.
- За овладение крупным центром Силезского промышленного района Германии городом Глейвиц, превращенного немцами в мощный узел обороны. 25 января 1945 года. № 253.
- За овладение крупным центром промышленного района немецкой Силезии городом Гинденбург — важным узлом коммуникаций и мощным опорным пунктом обороны немцев. 26 января 1945 года. № 257
- За овладение центром Домбровского угольного района городом Катовице, городами Семяновиц, Крулевска Гута (Кенигсхютте), Миколув (Николаи). Захват в немецкой Силезии крупного промышленного центра города Беутен и завершение тем самым полного очищения от противника Домбровского угольного района и южной части промышленного района немецкой Верхней Силезии. 28 января 1945 года. № 261
- За форсирование реки Одер юго-восточнее города Бреслау (Бреславль), прорыв сильно укрепленной долговременной обороны немцев на западном берегу реки и овладение городами Олау, Бриг, Томаскирх, Гротткау, Левен и Шургаст — важными узлами коммуникаций и сильными опорными пунктами обороны немцев на западном берегу Одера. 6 февраля 1945 года. № 270
- За прорыв обороны противника западнее и южнее города Оппельн, окружение и разгром группы немецких войск юго-западнее Оппельна, а так же овладение в немецкой Силезии городами Нойштадт, Козель, Штейнау, Зюльц, Краппитц, Обер-Глогау, Фалькенберг и захват более 400 других населенных пунктов. 22 марта 1945 года. № 305.
- За завершение полного окружения Берлина и овладение городами Науен, Эльшталь, Рорбек, Марквардт. 25 апреля 1945 года. № 342.
- За завершение ликвидации группы немецких войск, окруженной юго-восточнее Берлина. 2 мая 1945 года. № 357.

Также были удостоены наград и почётных наименований входящие в состав бригады полки:
- 322-й гвардейский истребительно-противотанковый артиллерийский Катовицкий Краснознамённый полк
- 323-й гвардейский истребительно-противотанковый артиллерийский Львовский ордена Богдана Хмельницкого полк
- 324-й гвардейский истребительно-противотанковый артиллерийский Краснознамённый орденов Богдана Хмельницкого и Александра Невского полк

## Послевоенная история
3 июня 1945 года бригада передислоцировалась в Чехословакию в местечко Карни 18 км северо-западнее города Прага составив резерв Центральной группы войск.
4 октября 1945 года бригада передислоцировалась на зимние квартиры в города Румбурк — Красна-Липа.
19 ноября 1945 года бригада передислоцировалась в Австрию, в лагерь Кирхенгольц.
5 июля 1946 года бригада была выведена на территорию СССР в Московский военный округ, с местом дислокации — город Вышний Волочёк.
В августе 1948 года бригада была переформирована в 322-й гвардейский истребительно-противотанковый артиллерийский полк.

## Командование бригады

### Командир бригады
- Чевола Никифор Дмитриевич (29.09.1943 — 1946), гвардии подполковник, гвардии полковник[2]

### Начальник штаба бригады
- Шмелёв, Иван Тарасович (29.09.1943 — 1946), гвардии капитан, гвардии майор, гвардии подполковник

### Начальники политотдела, заместители командира по политической части
- Литвиненко Константин Карпович (29.09.1943 — 04.1945), гвардии майор, гвардии подполковник
- Рылин Алексей Захарович (04.1945 — 1946), гвардии подполковник